# Livilla horvathi
Livilla horvathi är en insektsart som först beskrevs av Scott 1879.  Livilla horvathi ingår i släktet Livilla och familjen rundbladloppor. Inga underarter finns listade i Catalogue of Life.